# 古島敏雄
古島 敏雄（ふるしま としお、1912年4月14日 - 1995年8月29日）は、日本の歴史学者。専門は日本経済史・農業史。東京大学名誉教授。

## 生涯

### 戦前
1912年、長野県下伊那郡飯田町（現飯田市）で生まれた。飯田中学校を経て、1932年3月第八高等学校理科甲類を卒業し、東京帝国大学農学部農業経済学科に入学。1936年3月に同大学を卒業。
1939年10月、東京帝国大学農学部講師に就任。

### 戦後
1948年10月、東京大学農学部助教授となった。1949年、学位論文『元禄時代に於ける農学の発達とその地盤』を東京大学に提出して農学博士号を取得。 
1959年、東京大学農学部教授に昇格。翌1960年から日本経済史講座の担当者が戦死したため空席になっていた一橋大学経済学部教授を併任し、永原慶二とともに中村政則、西田美昭ら多くの後継者を育てた。東京大学では農学部図書館長や農学部長なども務めた。1973年に定年退官し、東京大学名誉教授となった。その後は、1974年4月から1983年3月まで専修大学教授を務めた。
1995年、自宅火災によって夫人とともに死去。焼け残った蔵書約550冊（主に近世歴史図書・農産業関連の図書）は、郷里の飯田市立図書館へ寄贈されている。

## 研究内容・業績
- 専門は日本経済史で、実証的な農業史研究を推進するとともに、多くの共同研究を組織し後進の育成に当たった。
- 古島の研究は、「古島史学」とも呼ばれている[9][10]。

## 家族・親族
- 親族：実弟[11]古島和雄も歴史学者。東京大学名誉教授。大東文化大学名誉教授。

## 著作

### 著書
- 『古島敏雄著作集』全10巻 東京大学出版会[12]

1. 第1巻「徭役労働制の崩壊過程」（原著は1938年）
2. 第2巻「日本封建農業史　家族形態と農業の発達」
3. 第3巻「近世日本農業の構造」（原著は1943年）
4. 第4巻「信州中馬の研究」（原著は1944年）
5. 第5巻「日本農学史」
6. 第6巻「日本農業技術史」（原著は1947・49年）
7. 第7巻「共同体の研究」
8. 第8巻「地主制史研究」
9. 第9巻「近代農学史研究」
10. 第10巻「地方史研究法」

- 『日本農業史』岩波書店［岩波全書］、1952年
- 『土地に刻まれた歴史』岩波書店［岩波新書］、1967年
- 『子供たちの大正時代』平凡社、1982年。平凡社ライブラリー、1997年[13]
- 『台所用具の近代史―生産から消費生活をみる　生活と技術の日本近代史』有斐閣、1996年
- 『社会を見る眼・歴史を見る眼』農山漁村文化協会、2000年